# Urmăritorul (film)
Urmăritorul (titlu original: Following) este un film britanic independent neo-noir de crimă thriller din 1998 scris și regizat de Christopher Nolan (debut regizoral)). Rolurile principale au fost interpretate de actorii Jeremy Theobald, Alex Haw, Lucy Russell și John Nolan.

## Prezentare
Spune povestea unui tânăr care urmărește străinii pe străzile Londrei și când nu reușește să păstreze distanța este atras într-o lume interlopă a crimei.

## Distribuție
- Jeremy Theobald - The Young Man [Bill / Daniel ("Danny") Lloyd]
- Alex Haw - Cobb
- Lucy Russell - The Blonde
- John Nolan - The Policeman
- Dick Bradsell - The Bald Guy
- Gillian El-Kadi - Home Owner
- Jennifer Angel - Waitress
- Nicolas Carlotti - Barman
- Darren Ormandy - Accountant
- Guy Greenway - Heavy #1
- Tassos Stevens - Heavy #2
- Tristan Martin - Man at Bar
- Rebecca James - Woman at Bar
- Paul Mason - Home Owner's Friend
- David Bovill - Home Owner's Husband